# Papirologia

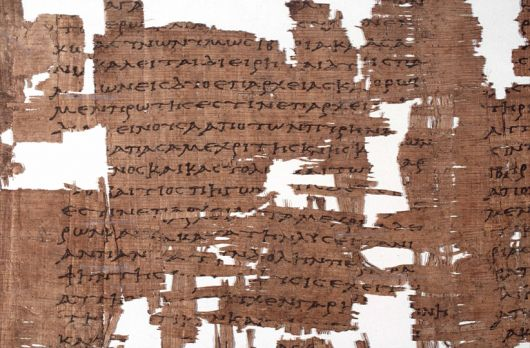
Un frustulo del cosiddetto papiro di Artemidoro

La papirologia è la scienza che studia i testi letterari e documentari antichi così come si sono conservati in manoscritti su papiro, ostraka, pergamena, tavolette di legno, cera e piombo e altri supporti mobili (in questo distinta dall'epigrafia). Il papiro era la più comune forma di supporto scrittorio nel mondo egizio, greco e romano.

## Contenuto della disciplina
Essa consiste sia nella trascrizione, la traduzione e l'interpretazione di documenti antichi in varie lingue (greco, latino, copto, arabo), sia nello studio fisico dei papiri, il loro restauro e la conservazione.
Il primo papiro rinvenuto in Egitto e pubblicato in Europa è legato alla figura del cardinale Stefano Borgia, che acquistò e fece studiare dal danese Nils Schow la cosiddetta Charta Borgiana (Charta Papyracea Graece scripta Musei Borgiani Velitris, 1788). Si tratta di un papiro che riporta i nomi del gruppo di operai che lavorarono ad un canale idrico a Tebtynis dal 192 al 193 D.C.
Come disciplina sistematica la papirologia ha origine negli anni Novanta dell'Ottocento, quando grandi depositi di papiri ben conservati furono scoperti da egittologi in varie località in Egitto, come Arsinoe e Ossirinco. Tra i principali centri si ricordano l'Università di Oxford, l'Università di Heidelberg, la Columbia university, la University of Michigan e, non ultimo, l'Istituto Papirologico dell'Università degli Studi di Firenze. I fondatori della Papirologia furono Frederic Kenyon, che fece carriera nel British Museum e identificò la Costituzione degli Ateniesi di Aristotele in un papiro di proprietà dell'istituzione, pubblicandola per la prima volta nel 1891; Bernard Pyne Grenfell ed Arthur Hunt, entrambi docenti di Oxford, che condussero ampie campagne di scavo in Egitto scoprendo tra il resto i Papiri di Ossirinco. A loro successe Edgar Lobel, per quarant'anni editore dei Papiri di Ossirinco, che diede fondamentali contributi alla riscoperta di Callimaco, di Saffo e di Alceo. Altri insigni papirologi furono Ulrich Wilcken, Joseph von Karabacek, Wilhelm Schubart, Theodor Graf, Grigol Tsereteli, Franz Taeschner.
La collezione di papiri pagani, cristiani e arabi nota come Papiri Rainer (dal arciduca Ranieri, 1827-1913) rappresenta la prima grande scoperta di manoscritti su papiro trovati nel Fayum in Egitto. Intorno al 1880 un commerciante di tappeti al Cairo comprò per conto di Joseph von Karabacek più di 10000 papiri e alcuni testi scritti su lino. Di questi più di 3000 sono in lingua araba. I papiri provengono da Kôm Fâris (Crocodilopoli) e Ihnasiyyah al-Madinah (Eracleopoli), i testi su lino da Kôm al-‘Azâma. I testi vennero trasferiti a Vienna nel 1882, e presentati l'anno successivo in un'esposizione pubblica che suscitò scalpore. In seguito i papiri vennero acquistati dal arciduca Ranieri e donati alla Kaiserliche Akademie der Wissenschaften di Vienna.

## Papirologi italiani
Fu Vittorio Scialoja, "inizialmente con pubblicazioni sparse (11), poi dalle pagine del «Bullettino dell'Istituto di diritto romano» (BIDR), da lui fondato nel 1888", il primo in Italia ad occuparsi di papirologia come studio non esclusivo dei materiali papiracei egiziani ma anche di altri supporti scrittorî utilizzati nel mondo classico, quali le tavolette lignee e cerate.
Tra gli altri papirologi della scuola italiana si ricordano:
- Girolamo Vitelli, primo filologo italiano ad occuparsi sistematicamente di papiri greci, editore tra il resto del De exilio di Favorino e di numerosi nuovi testi di Callimaco;
- Medea Norsa, stretta collaboratrice di Vitelli e con lui editrice di numerosi reperti, tra i quali l'ostrakon che ha restituito il fr. 2 di Saffo (Papiri della Società Italiana, vol. XIII, n. 1300);
- Achille Vogliano, scopritore del papiro contenente le cosiddette Diegeseis (“riassunti”) delle opere di Callimaco (edito da G. Vitelli e M. Norsa, e riedito da Vogliano in Papiri Milano-Vogliano, vol. I, n. 18);
- Marcello Gigante, specialista di Papirologia ercolanese e fondatore dell'Officina dei Papiri di Ercolano;
- Carlo Gallavotti, curatore di edizioni di Saffo e Alceo ed editore di Teocrito;
- Orsolina Montevecchi, per molti anni docente di Papirologia all'Università Cattolica di Milano, autrice del manuale La papirologia (Milano 1973; ried. aggiornata 1988);
- Manfredo Manfredi diventò incaricato dell'insegnamento di Papirologia all'Università degli Studi di Firenze nel 1967 dopo la morte di Vittorio Bartoletti e ordinario nel 1981; direttore e Presidente dell’Istituto papirologico Girolamo Vitelli (1968-1998) ha organizzato la sistemazione e il restauro delle collezioni dell’Istituto Papirologico e creato uno spazio museale; ha curato l’edizione di papiri sia letterari che documentari e ha condotto campagne di scavo ad Arsinoe e Antinoupolis e missioni di studio dei Papiri della Società Italiana depositati al Museo Egizio del Cairo;
- Franco Maltomini, co-curatore del Supplementum Magicum, ossia l'integrazione all'edizione di Karl Preisendanz (Die griechischen Zauberpapyri - Papyri Graecae Magicae [PGM] [= "I papiri magici greci"], II voll., Lipsia 1928-1931; ried. con un III vol. di indici nel 1973-1974) di tutti i papiri contenenti formule magiche;
- Guido Bastianini e Claudio Gallazzi, editori del Papiro di Milano che ha fatto riscoprire Posidippo di Pella;
- Rosario Pintaudi, curatore di centinaia di edizioni di papiri e ostraka di numerose collezioni italiane e straniere (tra le quali le collezioni della Biblioteca Medicea Laurenziana, della Biblioteca Nazionale di Praga, del Museo del Cairo e della collezione Schøyen), fondatore di collane e riviste papirologiche (Papyrologica Florentina, Analecta Papyrologica), direttore e condirettore di missioni archeologiche in Egitto, dal 1986 fino al pensionamento professore ordinario di Papirologia all'Università degli Studi di Messina.
- Gabriella Messeri ha lavorato con varie qualifiche nell'Istituto papirologico Girolamo Vitelli; per molti anni ricercatrice di Papirologia all'Università degli Studi di Firenze. Ha collaborato nelle missioni di scavo ad Antinoe e alle missioni di studio presso il Museo Egizio del Cairo. Dal 1996 fino al pensionamento è stata docente di Papirologia all'Università degli Studi di Napoli Federico II, prima come professore associato dopo come ordinario. Ha curato edizioni e riedizioni di centinaia di papiri e ostraka di numerose collezioni italiane e straniere.
- Mario Capasso, promotore del Corpus dei Papiri Storici Greci e Latini, autore di manuali introduttivi sia alla papirologia in generale sia alla più specifica papirologia ercolanese, restauratore di papiri custoditi nelle Università di Oxford, Liegi, Ayn Shams (Cairo), nel Museo Egizio del Cairo, nel Museo Archeologico di Bologna e della Charta Borgiana;
- Francesca Maltomini, editrice dei Papiri della Società Italiana e co-editrice del Vienna Epigrams Papyrus (Corpus papyrorum Raineri archeducis Austriae, vol. 33, Vienna 2015), raccolta di circa 200 incipit di epigrammi, di cui uno solo noto in precedenza, risalente al III sec. a.C. Dal 2019 direttrice dell'Istituto papirologico Girolamo Vitelli.